# La negación de la muerte
La negación de la muerte es un trabajo de psicología y filosofía escrito por Ernest Becker y publicado en 1973. Fue galardonado con el premio Pulitzer a obra de no ficción general en 1974, dos meses después de la muerte del autor. El libro construye largamente sobre los trabajos de Kierkegaard, Sigmund Freud, y uno de los colegas de Freud, Otto Rank.

## Temas
La premisa básica de La negación de la muerte es que la civilización humana es, en última instancia, un elaborado mecanismo de defensa simbólica contra el conocimiento de nuestra mortalidad, que a su vez actúa como la respuesta emocional e intelectual a nuestro mecanismo de supervivencia básica. Becker sostiene que una dualidad básica en la vida humana existe entre el mundo físico de los objetos y el mundo simbólico de significado humano. Así, como el hombre tiene una naturaleza dual que consiste en un cuerpo físico y un yo simbólico, es capaz de trascender el dilema de la mortalidad a través del heroísmo, un concepto que implica su mitad simbólica. Al embarcarse en lo que Becker refiere como un "proyecto de inmortalidad" (o causa sui), en el que se crea o se convierte en parte de algo que, siente, durará para siempre, el hombre siente que se ha vuelto heroico y, a partir de entonces, parte de algo eterno; algo que nunca morirá, en comparación con su cuerpo físico que un día morirá. Esto, a su vez, le da al hombre la sensación de que su vida tiene sentido; un propósito; significado en el gran esquema de las cosas.
A partir de esta premisa, Becker sostiene que la enfermedad mental es más perspicazmente extrapolada como una falla en nuestro sistema de héroes. Cuando alguien está pasando por una depresión, su causa sui (o proyecto de heroísmo) está fallando, y está siendo recordada constantemente su mortalidad y su insignificancia como resultado. La esquizofrenia es un paso más allá de la depresión, en el que la causa sui propia está cayéndose a pedazos, haciendo imposible generar suficientes mecanismos de defensa en contra de su mortalidad, a partir de entonces, el esquizofrénico tiene que crear su propia realidad o "mundo" en el que, creen, son mejores héroes. Becker sostiene que el conflicto entre los proyectos de inmortalidad que se contradicen entre sí (sobre todo en la religión) es la fuente de la destrucción y la miseria en el mundo causada por las guerras, la intolerancia, el genocidio, el racismo, el nacionalismo, y así sucesivamente, ya que un proyecto de inmortalidad que contradice otros indirectamente sugiere que están equivocados.
Otro tema recurrente en todo el libro es que los sistemas de héroes tradicionales, por ejemplo, la religión, ya no son convincentes en la edad de la razón; la ciencia está tratando de resolver el problema del hombre, algo que Becker siente, nunca podrá hacer. El libro afirma que necesitamos nuevas ilusiones convincentes que nos permitan sentirnos heroicos en el gran esquema de cosas. Becker, sin embargo, no proporciona una respuesta definitiva, sobre todo porque cree que no hay ninguna solución perfecta. En cambio, espera que el conocimiento gradual de las motivaciones innatas del hombre puedan contribuir a lograr un mundo mejor.